# Свердловський краєзнавчий музей
Свердловський краєзнавчий музей — районний краєзнавчий музей у місті Довжанську; зібрання пам'яток історії та культури Довжанського шахтарського краю, науково-культурний осередок міста. 
Музейний заклад у Довжанську є відділенням обласного краєзнавчого музею (місто Луганськ).  

## Загальні дані та будинок музею
Свердловський краєзнавчий музей розташований у центрі міста в спеціально зведеній сучасній функціональній будівлі за адресою: 
вул. Пирогова, буд. 2, м. Довжанськ—9480 (Луганська область, Україна).
Автор архітектурного проекту сучасної будівлі музею — довжанський архітектор Г. І. Сало. Художнє оформлення музею виконали луганські художники під керівництвом Н. О. Монастирської. Всі будівельні роботи здійснили вугільні підприємства виробничого об'єднання «Свердловантрацит». Музейний комплекс має приємний естетичний вигляд. Під час його будівництва використані модерні й екологічно вивірені матеріали — мармур, туф, ракушняк, черепиця, метал. Творці цієї споруди в 1993 році стали переможцями конкурсу на найкращі будинки і комплекси житлово-цивільного призначення України, відзначені дипломами І ступеня та преміями.
Завідувачка музею — Т. Кузнецова.

## Історія музею
Краєзнавчий музей у Свердловську (нині Довжанськ) був заснований у 1972 році на громадських засадах. А вже наступного (1973) року закладові було присвоєно почесне звання «народного». Колекція музею формуватись са́ме в цей час на основі зборів на території міста та району, експонатів громадських музеїв, випадкових знахідок і продовжує поповнюватись новими експонатами дотепер. 
Від 1975 року Свердловський музей — відділ Луганського обласного краєзнавчого музею.
У серпні 1991 року відкрито експозицію в новому (теперішньому) приміщенні по вулиці Пирогова.
Створення музею, його становлення як культурно-просвітницького закладу, пов'язане з ім'ям відомого на Луганщині краєзнавця, заслуженого працівника культури України Леонарда Веніаміновича Бєдіна, що присвятив музейній справі понад 20 років свого життя, був першим директором Свердловського краєзнавчого музею.
У наш час (2000-ні) в музеї щорічно експонуються 3-4 постійно діючих та 4-5 тимчасових пересувних виставок, які відвідують понад 20 000 гостей та жителів міста. Колектив музею підтримує тісні наукові контакти з музейними працівниками, краєзнавцями Луганщини, України, Росії. У 1998 та 2002 роках на базі Свердловського музею проведені наукові конференції з питань природи та екології, етнографії, а в 2003 році — міжнародну конференцію археологів та краєзнавців. При музеї діє творче об'єднання майстрів народної творчості «Тонус», працює єдина на Луганщині студія писанкарства, яку веде член національної Спілки майстрів народного мистецтва Тетяна Коновал.

## Фонди та експозиція
Музейне зібрання музею налічує понад 25 тисяч одиниць зберігання, й має такі колекції-відділи. 
- природнича колекція — відображає особливості степової зони краю, в тому числі й заповідника «Провальский степ». Вона складається з понад 350 геологічних, палеонтологічних і таксидермічних зразків: корисних копалин; відбитків і окаменілостей древніх рослин і тварин; опудал тварин і птахів; гербарних екземплярів рослин;
- гордість музею — археологічна колекція — нараховує 1 850 одиниць зберігання, основу її складають матеріали розкопок, проведених на території району та області археологами Києва, Луганська та місцевими краєзнавцями в 1970—90-і роки. Вагомий внесок в комплектування колекції належить науковцям Сіверсько-Донецької археологічної експедиції Інституту археології НАН України. Серед археологічних експонатів багато рідкісних та унікальних, а саме: знаряддя праці з кременю; посуд ямної культури; кіммерійський скарб бронзових виробів; артефакти салтово-маяцької культури; 15 кам'яних скульптур IV—XIII століть;
- етнографічна колекція — нараховує близько 500 експонатів і відображає міграційні процеси, пов’язані з заселенням краю, будівництвом шахт, у якому брали участь представники багатьох національностей з різних областей України, Росії, що внесли особливості культури своїх регіонів у розвиток культури нашого краю. Це чоловічий та жіночий одяг, костюм донського козака, колекція домотканих українських рушників, жіночі прикраси — дукачі, намиста з бурштину та коралів, предмети побуту та знаряддя праці другої половини XIX — початку XX століть;
- найціннішим з нумізматичної колекції є скарб монет 1620—47 років, знайдений краєзнавцем О. Смоляком на території України в 1973 році.
- повноцінними є колекції нагород, зброї, фотографій, плакатів тощо.

Зокрема, велика підбірка писемних пам'яток представлена рідкісними документами перших вугільних копалень княгині З. М. Юсупової, В. О. Отто, М. С. Вальяно, Англійського акціонерного товариства — пенсійні книжки, свідоцтва про роботу, розрахункові та забірні книжки, прибуткові ордери, контрамарки.
Лише одна десята музейного зібрання експонується в 9 залах на площі 590 м². Огляд експозиції починається в холі музею біля рідкісної археологічної знахідки — кам'яної енеолітичної стели із зображенням змій, що датується III тисячоліттям до нашої ери. Продовжується огляд на другому поверсі в залі природи, де висвітлені особливості геологічної будови району, клімату, ґрунту, корисних копалин та екологічні проблеми, що є вельми актуальними для регіону. Зокрема, в цій частині експозиції сильне враження справляє діорама «Провальский степ». Зала археології представлена численними археологічними експонатами, в її центрі — імпровізований курган з кам’яними скульптурами скіфів, печенігів та половців, які мешкали в місцевих степах. В залі дожовтневого періоду відвідувачі дізнаються про заселення краю українськими та донськими козаками, заняття скотарством та землеробством — тут увагу глядачів привертає діорама «Саночник», що відображає важку працю шахтарів Довжанського гірничого району 2-ї половини XIX століття.
Огляд експозиції продовжується на 1-му поверсі, де розміщені зали, що висвітлюють події краю 1917—60-х років XX століття. У цій частині огляду музею зосереджено увагу на подіях ІІ Світової війни, адже Довжанський край — батьківщина 10 Героїв Радянського Союзу, один з них, — Микола Горюшкін є двічі Героєм; є в місті і свій Герой України — Володимир Мурзенко.
Одна з експозицій музею них присвячена Порфирію Іванову — творцеві доволі оригінального вчення про здорове життя, адже неподалік від Свердловська, на хуторі Верхній Кундрючий розташований «Дім Здоров'я», побудований, за словами самого Вчителя, «для людей всього світу».
Є в музеї і твори образотворчого мистецтва, зокрема 25 робіт унікальної мисткині Катерини Литовченко, заслуженого художника України (1996), інваліда І групи, яка понад 35 років прикута до ліжка після тяжкої травми хребта і малює олівцем, тримаючи його в зубах.

## Джерело-посилання
- Кузнецова Т. (зав. Свердловським краєзнавчим музеєм) Свердловський краєзнавчий музей – перлина історії Луганщини. на www.museum-ukraine.org.ua (журнал «Музеї України»)